# Lied vom roten Stern
Das Lied vom roten Stern (chinesisch 红星歌, Pinyin Hóngxīng gē) ist die in China sehr beliebte Titelmusik des Films Ein funkelnder roter Stern aus dem Jahr 1974. Der Text des im Jahr 1973 geschriebenen Liedes stammt von Wu Dawei und Wei Baogui, Fu Gengchen ist der Komponist.
Das Lied ist die Titelmusik dieses Kriegsthemen aus der Zeit des Kampfes der kommunistischen Partei gegen die Kuomintang behandelnden Films aus der Zeit der Kulturrevolution; eine temperamentvolle Marschmusik, zu der auch Kinder marschieren.
Das Lied ist eines der Hundert Patriotischen Lieder.